# Wybory parlamentarne na Ukrainie w 2002 roku

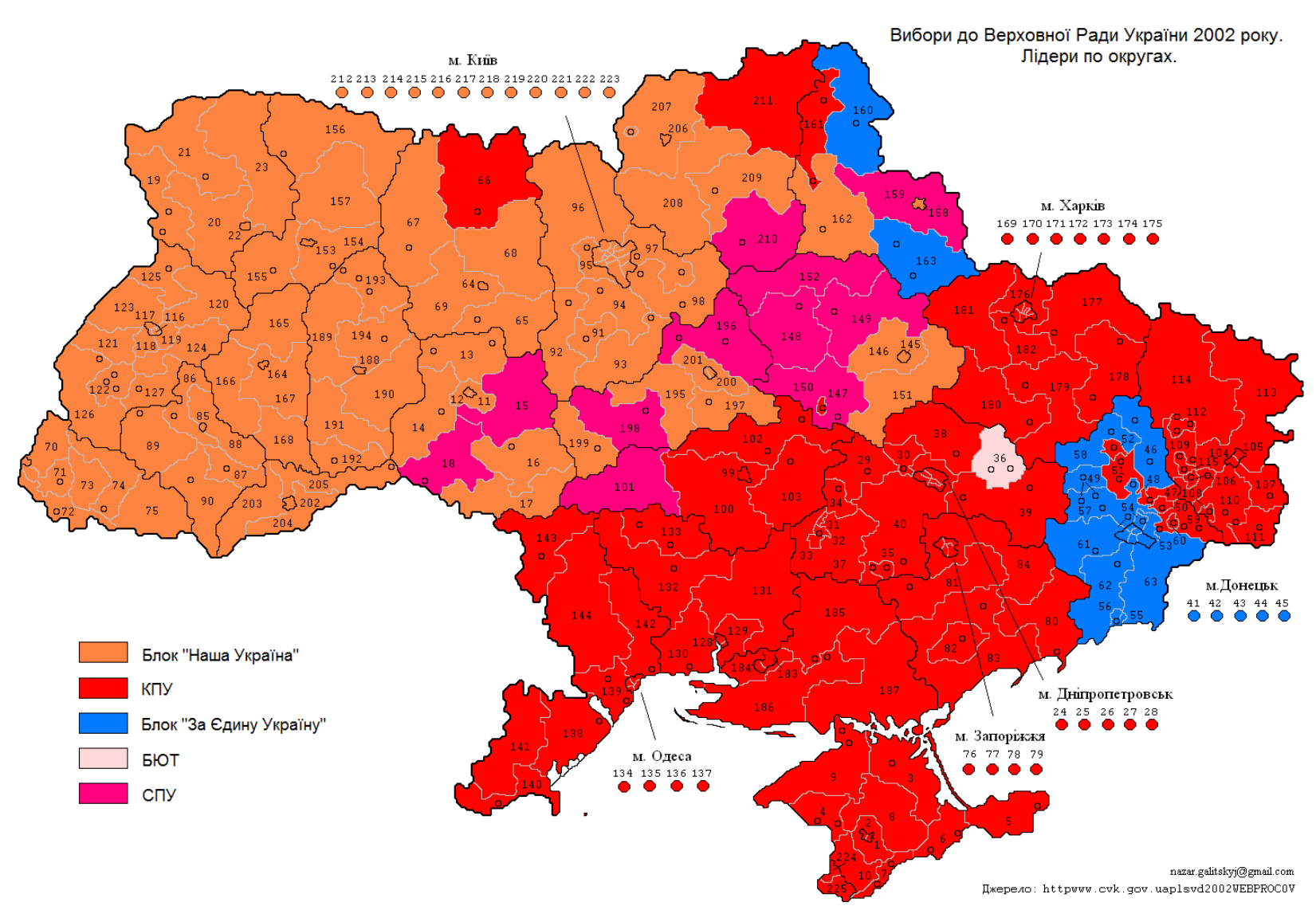
Wybory parlamentarne na Ukrainie 2002 - partie zwycięskie w okręgach wielomandatowych

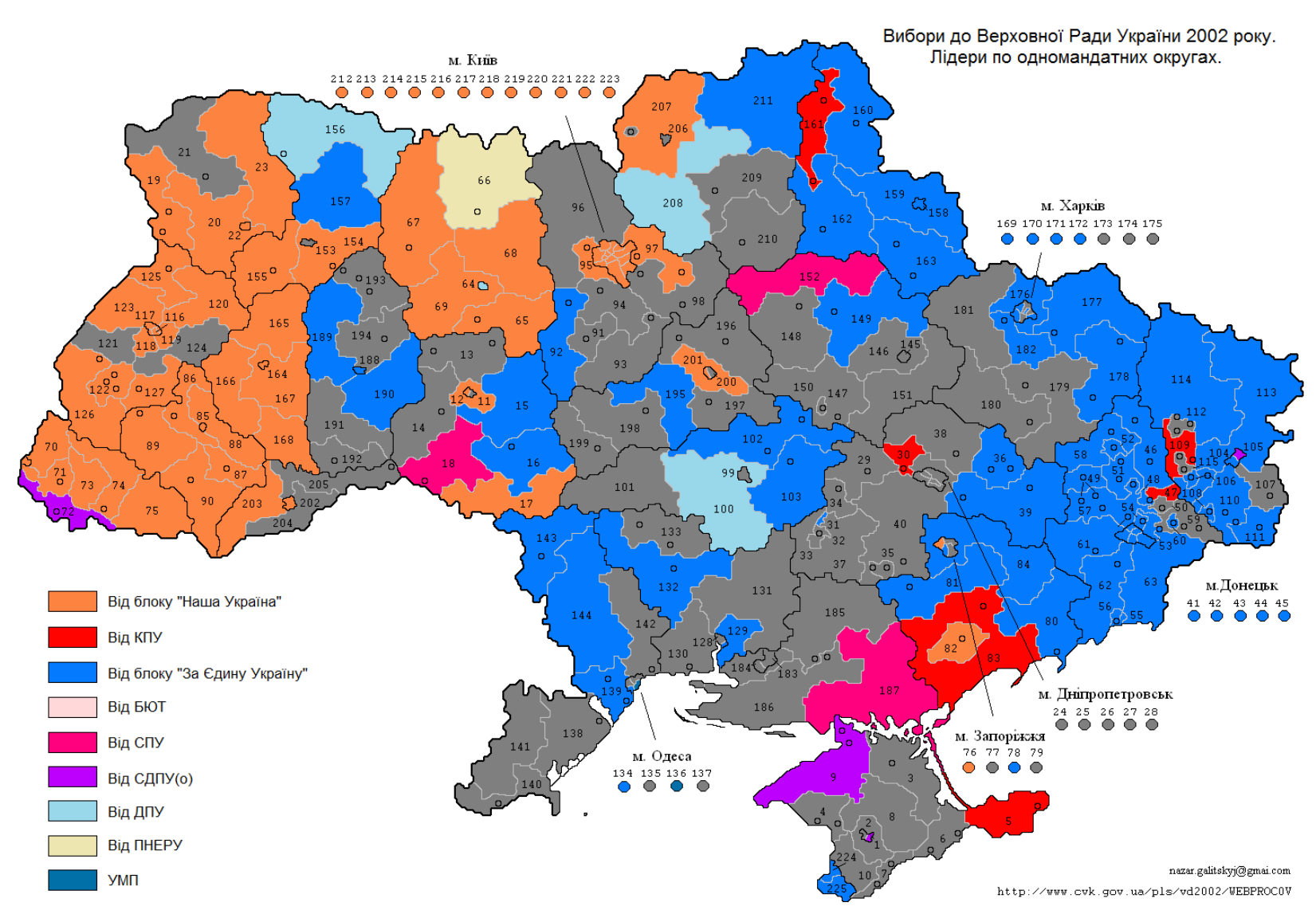
Wybory parlamentarne na Ukrainie 2002 - partie zwycięskie w okręgach jednomandatowych

Wybory parlamentarne na Ukrainie w 2002 roku – wybory do Rady Najwyższej, przeprowadzone dnia 31 marca 2002.

## Ordynacja wyborcza
W 2002 obowiązywały zbliżone zasady, jak w wyborach w 1998. Połowę mandatów w 450-osobowym parlamencie obsadzano z listy krajowej. Listę wyborczą, liczącą do 225 nazwisk, mogły wystawiać wyłącznie zarejestrowane partie polityczne lub bloki wyborcze będące koalicją takich partii. Mandaty podzielono proporcjonalnie pomiędzy te ugrupowania, które przekroczyły wynoszący 4% próg wyborczy, posłami zostali kandydaci według kolejności na liście. Pozostałe 225 miejsc obsadzono w jednomandatowych okręgach wyborczych w drodze głosowania w jednej turze. W przeciwieństwie do poprzednich wyborów nie było możliwości kandydowania zarówno w okręgu, jak i na liście partyjnej.

## Główne partie i bloki wyborcze
- Blok Nasza Ukraina, liderzy: Wiktor Juszczenko, Jurij Kostenko, Wiktor Pynzenyk, Petro Poroszenko – centroprawicowa koalicja byłego premiera Ukrainy obejmująca formalnie 10 ugrupowań, tj.:
  - Ludowy Ruch Ukrainy
  - Ukraińska Partia Ludowa
  - Partia Reformy i Porządek
  - Partia Solidarność
  - Związek Chrześcijańsko-Ludowy
  - Naprzód, Ukraino!
  - Młodzieżowa Partia Ukrainy
  - Kongres Ukraińskich Nacjonalistów
  - Republikańska Chrześcijańska Partia
  - Liberalna Partia Ukrainy
- Komunistyczna Partia Ukrainy, lider: Petro Symonenko – ugrupowanie otwarcie odwołujące się do ideologii komunistycznej, zwycięzca wyborów w 1998
- Za Jedyną Ukrainę, liderzy: Wołodymyr Łytwyn, Anatolij Kinach, Dmytro Tabacznyk – koalicja ugrupowań rządowych, związana z klanami donieckim i dniepropietrowskim, tj.:
  - Agrarna Partia Ukrainy
  - Partia Regionów
  - Trudowa Ukraina
  - Partia Przemysłowców i Przedsiębiorców Ukrainy
  - Partia Ludowo-Demokratyczna
- Blok Julii Tymoszenko, liderzy: Julia Tymoszenko, Ołeksandr Turczynow, Anatolij Matwijenko, Wasyl Onopenko – umiarkowanie nacjonalistyczna koalicja ugrupowań skupiona wokół byłej premier, tworzyły ją:
  - Partia Batkiwszczyna
  - Ukraińska Platforma „Zjednoczenie”
  - Ukraińska Partia Republikańska
  - Ukraińska Partia Socjaldemokratyczna
- Socjalistyczna Partia Ukrainy, liderzy: Ołeksandr Moroz, Jurij Łucenko – antykuczmowska, postkomunistyczna partia lewicowa.
- Zjednoczona Socjaldemokratyczna Partia Ukrainy, liderzy: Wiktor Medwedczuk, Łeonid Krawczuk – oligarchiczne ugrupowanie blisko związane z prezydentem Leonidem Kuczmą

## Oficjalne wyniki
| Ugrupowanie                                     | % głosów na listę | Mandaty lista/okręgi | Mandaty lista/okręgi | Razem |
| ----------------------------------------------- | ----------------- | -------------------- | -------------------- | ----- |
| Blok Wyborczy Partii Politycznych Nasza Ukraina | 23,57%            | 70                   | 42                   | 112   |
| Komunistyczna Partia Ukrainy                    | 19,98%            | 59                   | 6                    | 65    |
| Za Jedyną Ukrainę                               | 11,77%            | 35                   | 66                   | 101   |
| Blok Julii Tymoszenko                           | 7,25%             | 22                   | -                    | 22    |
| Socjalistyczna Partia Ukrainy                   | 6,87%             | 20                   | 3                    | 23    |
| Zjednoczona Socjaldemokratyczna Partia Ukrainy  | 6,27%             | 19                   | 5                    | 24    |
| Postępowa Partia Socjalistyczna Ukrainy         | 3,22%             | -                    | -                    | -     |
| Kobiety dla Przyszłości                         | 2,11%             | -                    | -                    | -     |
| Drużyna Ozimego Pokolenia                       | 2,02%             | -                    | -                    | -     |
| Komunistyczna Partia Ukrainy (Odnowiona)        | 1,39%             | -                    | -                    | -     |
| Partia Zielonych Ukrainy                        | 1,30%             | -                    | -                    | -     |
| Pozostałe ugrupowania                           | -                 | -                    | 11                   | 11    |
| Kandydaci „niezależni”                          | -                 | -                    | 92                   | 92    |
| RAZEM                                           | -                 | 225                  | 225                  | 450   |

Spośród kandydatów „niezależnych” większość na początku kadencji zasiliła frakcje popierające nowo powołany rząd Wiktora Janukowycza.